# Міністерство внутрішніх справ Молдови
Міністерство внутрішніх справ Молдови (рум. Ministerul Afacerilor Interne, MAI) — одне з тринадцятьох міністерств уряду Молдови, головний орган виконавчої влади, відповідальний за правоохоронні органи, в тому числі карабінерів Молдови.

## Історія
За часів Молдавської Демократичної Республіки існувала посада генерального директора внутрішніх справ, яку обіймав Володимир Крісті.
Після приєднання Бессарабії до СРСР в 1940 році радянська влада утворила Молдавську Радянську Соціалістичну Республіку, де 8 серпня 1940 року заснувала республіканський НКВС, відповідальний як за громадський порядок, так і за державну безпеку. Після Другої світової війни молдовське відділення всесоюзної структури органів НКВС 26 березня 1946 року змінило назву на Міністерство внутрішніх справ МРСР.
Суспільні, політичні, економічні та культурні зміни, що відбулися наприкінці 1980-х років у Молдавській Радянській Соціалістичній Республіці, мали глибокий вплив на діяльність органів, уповноважених захищати громадський порядок і верховенство права.
Після проголошення суверенітету Молдавської РСР 23 червня 1990 року було встановлено новий правовий статус, структуру та повноваження органів, покликаних застосовувати закон, а також розпочався процес створення власної національної системи органів внутрішніх справ. 
13 вересня 1990 р. уряд Республіки Молдова ухвалив Постанову № 321 «Про реформування органів МВС МРСР», якою передбачав створення Управління поліції та районних відділів поліції. Таким чином, місце міліції в новоутвореній незалежній Молдові зайняла поліція, а 18 грудня 1990 року парламент Республіки Молдова ухвалив Закон про поліцію.
Протягом останніх років тривав процес реформування органів внутрішніх справ. Нині поліція Республіки Молдова — це демократична установа на службі громадян, покликана захищати основоположні цінності суспільства: права і свободи громадян, приватну і державну власність, громадський порядок і спокій. Поліція є частиною Міністерства внутрішніх справ.

## Завдання
Завдання міністерства включають аналіз ситуації та проблем у підконтрольних сферах діяльності та розробку ефективної державної політики у відповідних сферах діяльності. Також міністерство відповідає за моніторинг якості наявних політик і нормативних актів та надання рекомендацій щодо виправданого державного втручання, яке забезпечить ефективні рішення у сферах компетенції з метою найкращого співвідношення між очікуваними результатами та очікуваними витратами.

## Міністри
| #  | Портрет                                                                           | Ім'я і прізвище (Роки життя) | Час на посаді     | Час на посаді     | Голова уряду                                                           |
| -- | --------------------------------------------------------------------------------- | ---------------------------- | ----------------- | ----------------- | ---------------------------------------------------------------------- |
| 1  | Генерал Йон Косташ виступає з промовою на честь загиблих героїв у боях на Дністрі | Йон Косташ (1944—)           | 6 червня 1990     | 5 лютого 1992     | Мірча Друк Валерій Муравський                                          |
| 2  |                                                                                   | Константин Анточ (1949—)     | 5 лютого 1992     | 24 січня 1997     | Валерій Муравський Андрій Сангелі (1-й уряд) Андрій Сангелі (2-й уряд) |
| 3  |                                                                                   | Міхай Племедяле (1945—)      | 24 січня 1997     | 22 травня 1998    | Йон Чубук (1-й уряд)                                                   |
| 4  | Віктор Катан                                                                      | Віктор Катан (1949—)         | 22 травня 1998    | 21 грудня 1999    | Йон Чубук (2-й уряд) Йон Стурза                                        |
| 5  | Владимир Цуркан (Accent TV, 16.10.2015)                                           | Владимир Цуркан (1954—)      | 21 грудня 1999    | 19 квітня 2001    | Думітру Брагіш                                                         |
| 6  |                                                                                   | Василь Дрегенел (1962—)      | 19 квітня 2001    | 27 лютого 2002    | Василь Тарлєв (1-й уряд)                                               |
| 7  |                                                                                   | Георге Папук (1954)—         | 27 лютого 2002    | 31 березня 2008   | Василь Тарлєв (1-й уряд) Василь Тарлєв (2-й уряд)                      |
| 8  |                                                                                   | Валентин Межинський [(1967—) | 31 березня 2008   | 21 жовтня 2008    | Зінаїда Гречаний (1-й уряд)                                            |
| 9  |                                                                                   | Георге Папук (1954—)         | 21 жовтня 2008    | 25 вересня 2009   | Зінаїда Гречаний (1-й уряд) Зінаїда Гречаний (2-й уряд)                |
| 10 | VictorCatan8333                                                                   | Віктор Катан (1949—)         | 25 вересня 2009   | 14 січня 2011     | Влад Філат (1-й уряд)                                                  |
| 11 |                                                                                   | Олексій Ройбу (1954—)        | 14 січня 2011     | 24 липня 2012     | Влад Філат (2-й уряд)                                                  |
| 12 |                                                                                   | Дорін Речан (1974—)          | 24 липня 2012     | 18 лютого 2015    | Влад Філат (2-й уряд) Юрій Лянке                                       |
| 13 | Олег Балан (2015)                                                                 | Олег Балан (1969—)           | 18 лютого 2015    | 20 січня 2016     | Кирило Габуріч Валерій Стрелець                                        |
| 14 |                                                                                   | Олександр Жиздан (1975—)     | 20 січня 2016     | 8 червня 2019     | Павел Філіп                                                            |
| 15 | Андрей Нестасе в листопаді 2017                                                   | Андрей Нестасе (1975—)       | 8 червня 2019     | 14 листопада 2019 | Мая Санду                                                              |
| 16 | Войку в серпні 2019                                                               | Павел Войку (1973—)          | 14 листопада 2019 | 6 серпня 2021     | Йон Кіку                                                               |
| 17 |                                                                                   | Анна Ревенко (1977—)         | 6 серпня 2021     | 14 липня 2023     | Наталія Гаврилиця                                                      |
| 18 |                                                                                   | Адріан Ефрос (1982—)         | 17 липня 2023     | Нині чинний       | Наталія Гаврилиця                                                      |